# Estat de Colima
Colima és un petit estat dels 31 que conformen Mèxic. Va rebre la categoria d'estat de la federació el 1857. Està localitzat a la costa oest de la nació, i limita al nord amb Jalisco, al sud amb Michoacán, i a l'oest amb l'oceà Pacífic. Està dividit en 10 municipis. La capital n'és la ciutat de Colima. L'estat té una superfície de 5.455 km². El port de Manzanillo, que també és un important centre turístic i sobretot industrial, es troba a l'estat de Colima. Irònicament, el Nevado de Colima, un impressionant volcà actiu de Mèxic, es troba a l'estat de Jalisco i no pas a Colima.

Mapa dels municipis de Colima

S'organitza administrativament en deu municipis:
| Codi | Municipi         | Superfície (km²) | Seu municipal     |
| ---- | ---------------- | ---------------- | ----------------- |
| 001  | Armería          | 342              | Ciudad de Armería |
| 002  | Colima           | 668              | Colima            |
| 003  | Comala           | 254              | Comala            |
| 004  | Coquimatlán      | 320              | Coquimatlán       |
| 005  | Cuauhtémoc       | 373              | Cuauhtémoc        |
| 006  | Ixtlahuacán      | 469              | Ixtlahuacán       |
| 007  | Manzanillo       | 1.578            | Manzanillo        |
| 008  | Minatitlán       | 215              | Minatitlán        |
| 009  | Tecomán          | 835              | Tecomán           |
| 010  | Villa de Álvarez | 428              | Villa de Álvarez  |

L'estat de Colima té dos aeroports: l'aeroport de Manzanillo (situat a la costa) i l'aeroport de Colima, situat a 10 km de la capital.
La Universitat de Colima té els seus campus repartits per cinc localitats de l'estat.

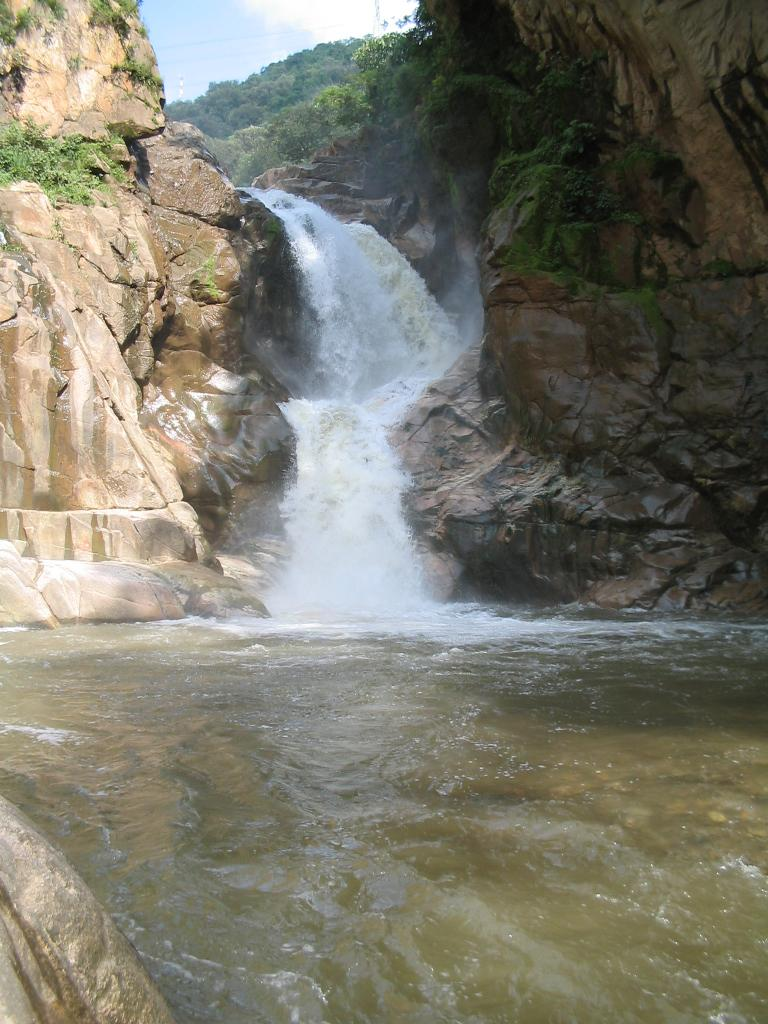
Cascada El Salto, Colima